# Лимите (Фиренца)
Лимите је насеље у Италији у округу Фиренца, региону Тоскана.
Према процени из 2011. у насељу је живело 4590 становника. Насеље се налази на надморској висини од 28 м.